# 幻冬舎新書
幻冬舎新書（げんとうしゃしんしょ、GS）は、幻冬舎が発行する新書レーベル。2006年11月30日より刊行開始。原則として奇数月の30日頃に数点ずつ刊行されている。
2010年刊行の村山斉『宇宙は何でできているのか』が、新書大賞2011（中央公論新社主催）の大賞に選ばれている。姉妹レーベルとして、幻冬舎新書ゴールド（GSG）がある。

## 創刊ラインナップ
創刊ラインナップは次のとおり。
1. 右翼と左翼（浅羽通明）
2. なぜナイスショットは練習場でしか出ないのか 本番に強いゴルフの心理学（市村操一）
3. 女はなぜ土俵にあがれないのか（内館牧子）
4. スピリチュアルにハマる人、ハマらない人（香山リカ）
5. 大学病院のウラは墓場 医学部が患者を殺す（久坂部羊）
6. 死にたくないが、生きたくもない。（小浜逸郎）
7. 考えないヒント アイデアはこうして生まれる（小山薫堂）
8. ２週間で小説を書く！（清水良典）
9. 大人のための嘘のたしなみ（白川道）
10. マネーロンダリング入門 国際金融詐欺からテロ資金まで（橘玲）
11. 快楽なくして何が人生（団鬼六）
12. インテリジェンス 武器なき戦争（佐藤優）
13. 男も知っておきたい骨盤の話（寺門琢己）
14. すぐに稼げる文章術（日垣隆）
15. 金印偽造事件 「漢委奴國王」のまぼろし（三浦佑之）
16. はやぶさ 不死身の探査機と宇宙研の物語（吉田武）
17. バカとは何か（和田秀樹）

## 代表的な書籍
- 小浜逸郎『死にたくないが、生きたくもない。』
- 橘玲『マネーロンダリング入門』
- 手嶋龍一・佐藤優『インテリジェンス 武器なき戦争』
- 日垣隆『すぐに稼げる文章術』

## ベストセラー
- 長嶺超輝『裁判官の爆笑お言葉集』[4]
- 武田邦彦『偽善エコロジー 「環境生活」が地球を破壊する』[5]
- 島田裕巳『日本の10大新宗教』[6]
- 小林よしのり編『日本を貶めた１０人の売国政治家』 [7]
- 香山リカ『しがみつかない生き方―「ふつうの幸せ」を手に入れる10のルール』[8]
- 林成之『脳に悪い7つの習慣』[9]
- 島田裕巳『葬式は、要らない』[10]
- 下重暁子『家族という病』 - 50万部[11]